# IC 4256
IC 4256 је спирална галаксија у сазвјежђу Ловачки пси која се налази на листи објеката дубоког неба у Индекс каталогу.
Деклинација објекта је + 30° 58' 35" а ректасцензија 13h 27m 3,1s. Привидна величина (магнитуда) објекта IC 4256 износи 14,7 а фотографска магнитуда 15,5. IC 4256 је још познат и под ознакама CGCG 161-54, PGC 47120.